# 冰島教育
冰島的教育體制分為四個階段：學前教育、義務教育、高級中等教育及高等教育，與北歐五國類似。其中，義務教育對象為六至十六歲的學童。冰島大部分的教育機構係為國立，國內極少設有私立學校。冰島並保有文科中學制度。

## 歷史

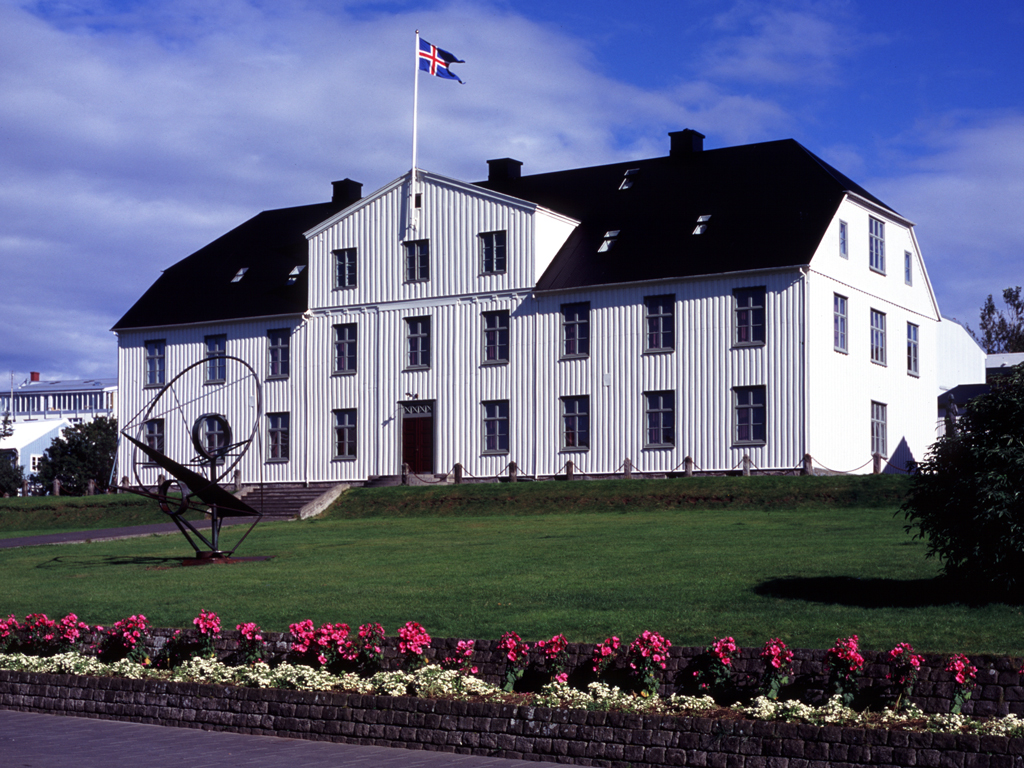
Menntaskólinn í Reykjavík文理中學的主建築

冰島最古老的文理中學為Menntaskólinn í Reykjavík 以及 Menntaskólinn á Akureyri。Menntaskólinn í Reykjavík 可以追溯至 1056 年，當時於 Skálholt 城市創立。學校於 1786 年遷移到冰島首都雷克雅維克，但是因為環境惡劣，而使得在1805年搬到雷克雅薇克附近的Bessastaðir城市。1846年，學校搬遷到目前在雷克雅維克的所在處，並且建立了新的學校大樓。
冰島大學是冰島第一間的高等教育學校，於1911年6月17日創立，前身為三個學院，分別是Prestaskólinn, Læknaskólinn 以及 Lagaskólinn, 分別教授神學, 醫學以及法律。一開始大學也只有這三所學院，再加上一些人文學科科系。冰島大學的首任校長是Björn M. Ólsen，人文學科的教授。

## 學制

The levels in diagrammatic form.

冰島教育系統分成四個階段：學前教育(playschool)、義務教育(compulsory)、高中教育(upper secondary)，以及高等教育。

### 學前教育
學前教育或稱作「leikskóli」，為六歲以下非義務教育，也是第一個教育階段。幼兒相關的法律於2007年通過。由冰島教育部( Ministry of Education, Science and Culture)負責學前教育的政策和方針，並制定「國家課綱」(National Curriculum Guidelines)。冰島教育部將課綱制定為適合該年齡並且能夠容易過度到義務教育上。不過冰島教育部不制定與執行相關法規，這是由地方政府制定相關的設立以及管理規定。除此之外，地方政府也要監督學前教育的機構負責人。
家長得自費讓孩子進入學前教育機構。成本的30%仰賴這些費用。私立幼兒園的費用大約比公立的高10~20%。幾乎全部的私立幼兒園都獲得政府的補助。
幼兒園的建築物通常會建造一座約30~40m2 的遊樂場，供小朋友遊玩。每一個小孩大約可以分配到 6 m2 的室內空間。幼兒園生通常是不分性別，並且接收六歲以下的兒童。最低約可以收二歲的幼兒。通常單親家長的小孩會被優先錄取，而某些障礙的幼兒也會被考慮優先錄取。大多數的情況下，會按照兒童的年齡分組，不過某些情況下會混合。
參加幼兒園的學童一天最少要四小時，最多九小時。

### 義務教育

A pie chart showing how an Icelandic child’s compulsory education time will be divided over a ten-year period.

義務教育，又稱為「grunnskóli」，(冰島語的「基本學校」之意)。為強制性的教育。2007年時通過義務教育的規定，並於1996年時由地方政府接管義務教育的運作。冰島的義務教育結合「小學」以及「初中」，並且在同一所學校實行。冰島的法律規定，對於6歲到16歲的兒童以及青少年實行義務教育。學年至少有九個月，並從8月21日~9月1日期間開學，於5月31~6月10日間休業。一年最少的學期時間至少170日，但是依據新的教師薪資合約，增加到至少180天。上課時間為一個星期五天。
家長必須負責孩子註冊以及上學。法律規定必須地方政府給予學校指示以及補助(包括一般教學，補助教學，管理以及特殊服務)，並依狀況提供特殊教育。對學生並沒有任何要求，而六歲的註冊率為100%。
學童無論居住在任何地區都有權利就學。政府要求必須將身心障礙的學童納入融合教育。
地方政府將督導學校以確保學校按照「國家課綱」(National Curriculum Guidelines)指示進行。並且要製作各種教材，以落實教育法規。
冰島的義務教育共分成十個學年。學校共有十個年級，區分為一到七以及八到十。教導八到十年級的學校通常有比較大的校區。學校的大小相當多樣化。在首都雷克雅維克的都會區，學校大約有1200個學生。在農村區，學生可能少於十人，大約有50%的學校學生低於100人。所有的義務教育學校都是不分性別。並提供多樣服務，包括教學輔導以及各科輔導；也有心理諮商。
每一間學校都必須遵循國家課綱指示，但是可以依照不同的特色實行。學校必須提出學校計畫表以及年度行事曆，組織教學以及學生評量表以及提供課外活動。不同年級的上課時數如下：
| 年級 | 年紀     | 每週上課時數 |
| ---- | -------- | ------------ |
| 1–4  | 6–10 歲  | 30           |
| 5–7  | 10–13 歲 | 35           |
| 8–10 | 13–16 歲 | 37           |

現在的國家課綱增加了給予母語是外國語的學生以及失聰或是喑啞的學生的規定。如果學生無法跟上進度則提供了多樣化的補救教學。

#### 評量
在冰島，學生評量是校內內部進行，不同的學校可能有不同的標準。學生每年會定期收到評價報告，不過每間學校的作法也不完全相同。例如：可以使用口頭或是文書形式給予成績。
給予學生評量的目的是幫助學生進入中學教育，以及幫助學生選擇就讀的課程。在義務教育結束時會收到畢業證書。
除了學生評量，法律要求學校要定期自我評價，以確保學校都按照法律執行。每五年，冰島教育部會針對學校進行外部評價。

#### 教師
如同其他國家的小學教育，冰島的一到七年級都是由同樣的老師幾乎教導全部的科目。從八年級開始，開始由不同的科任老師負責教導學生(這也是一種小學與中學的分界)。
小學教師通常在冰島大學或是阿克雷里大學接受教育訓練。培訓期間通常是三年，中學教師也在冰島大學培訓。通常教師會取得文學士或是理學士。培訓課程兼顧學術以及實際應用。由地方政府負責教師的聘任。並且提供在職教師訓練。

### 高級中學

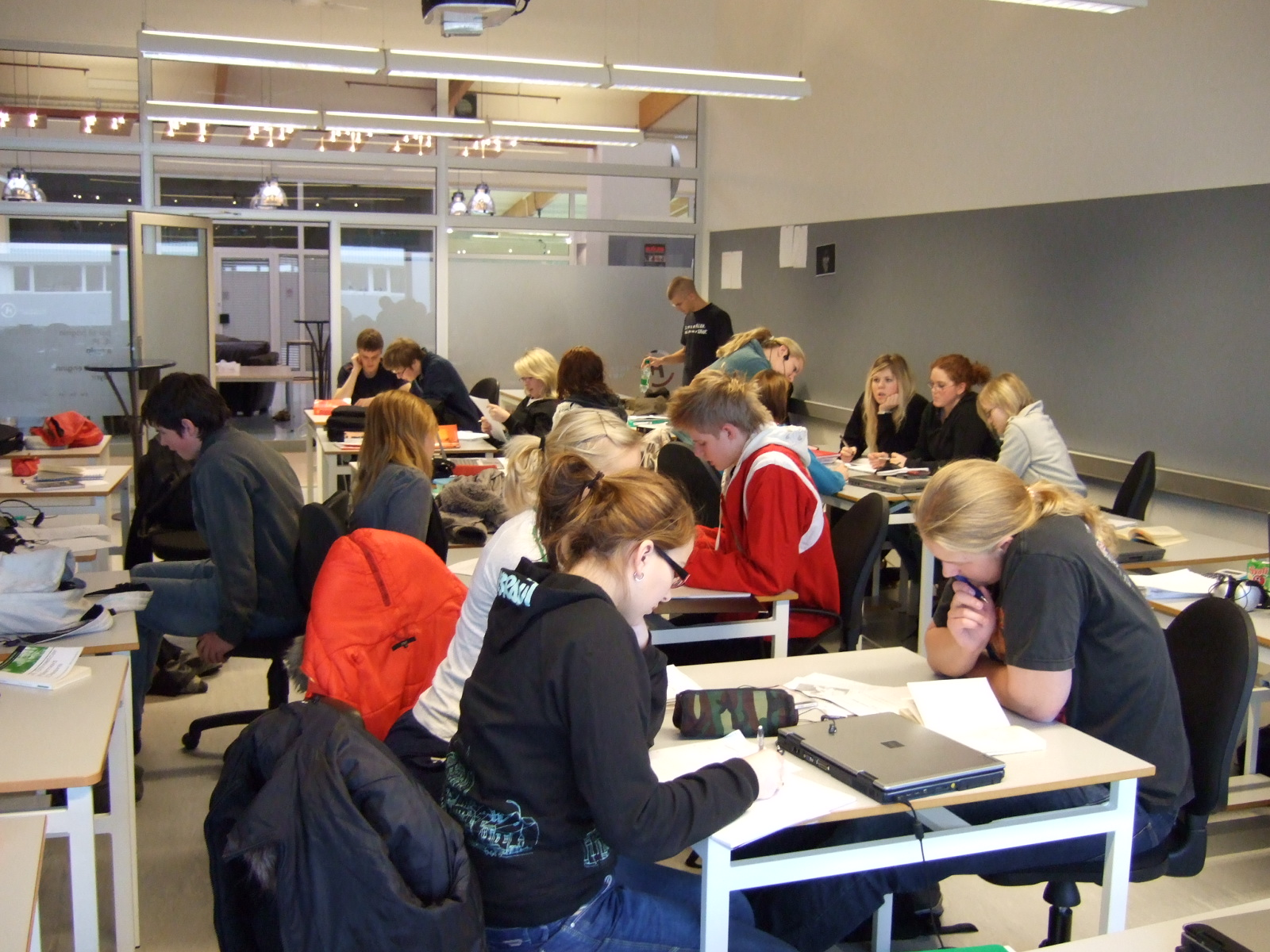
A classroom in the Hraðbraut gymnasium.

高級中學，或是冰島語「framhaldsskóli」 (意即「繼續學校」)，接在中學之後。也是所謂的文理中學。高級中學教育並非義務制，但是只要接受過義務教育的學生就有資格前往高級中學教育。 一般的高中學年為四年，大約是16歲到20歲。課程長度相當多元化，特別是職業教育課程。此一階段的教育由2007年高級中學法(Upper Secondary School Act of 2007)規範，如同冰島的其他學校，學生都不分性別。
學生在高中階段不必繳學費，但是得繳納註冊費以及自己購買教科書。職業教育課程的學生也必須自費購買必需的教材。
十六歲的學生都有權利可以進入高級中學就讀。大約有97%的學生在結束義務教育後會進入高級中學教育。不過也有一定的輟學率。某些課程有特定的就讀要求，但是因為學生擁有就讀的權利，一般學程是提供給可能達不到要求的學生就讀。某些學校可能擁有比其他學校更好的名聲，特別在雷克雅維克，每年可能需要拒絕幾百位學生。
高級中學的學年一樣是九個月，並分成兩個學期，秋季以及春季。學生每個星期約上32~40節課，每堂課約在40~80分鐘。依據不同的學校有不同的規定。
冰島約有四十間文理中學；規模也大不相同。大型的中學超過3000名學生小型的少於15名。按照類型分為以下幾種；
- 文法學校—提供四年的課程，主要以升大學為方向。
- 技術型高級中學—提供理論與技能實用課程。
- 綜合學校(comprehensive school)—提供不同的課程， 提供相當於文法學校以及技術型高中的課程。
- 職業中學(specialised vocational schools) — 提供技術以及職業課程。

法律規定所有的這幾種高中都可以進入高等教育。因此任何種類的高中都提供畢業測驗考試，稱作Stúdentspróf，並且符合教育部的規定。
高中採取學分制系統，因此每一個學期都分成各種不同的課程，不同的課程給予不同的學分計算。學生可以依據個人情況調整。這樣的系統都適用於冰島的高中上。
很多高中也提供成人進修課程，一些課程與日間部的學生相同。許多學校也提供遠距教學課程。
高中也跟小學中學一樣提供輔導諮詢服務。

#### 評量
冰島的高中在學期結束時會有期末測驗。最後一年則是採取平常的課程作業以及小考。不過某些課程也有最終考試。冰島並沒有統一的期末考試，不過到 2003-4 年，某些課程開始實行。高中也要自我評量，如同中小學一樣，每五年接受一次教育部外評。

#### 教師
冰島的高中老師必須完成四年的大學，並且主修一門主要科目，以及至少一們的教學方法論。高職老師也必須取得某項專長證照，或是至少必須在職場中有兩年的經驗。
冰島政府亦提供高中老師的在職培訓課程。由地方政府負責雇聘以及發薪水給教師。

### 高等教育
冰島教育的最後階段為高等教育，冰島語為「háskóli」 (意為「高等學校」)。冰島有八間大學，大部分為公立學校。第一間大學為，冰島大學，於1911年創立，一直是冰島主要的大學。 近幾年來，冰島設立了更多大學，提供學生更多選擇。1997年通過高等教育法規，包括對於「háskóli」的定義(包括某些非研究型大學)。另外有公立大學的法律，定義公立大學的研究以及在一般組織的角色。 私立以及公立大學都能從政府獲得補助金。
冰島大學的管理系統分為「理事會」、「校長」、「學院理事會」，「教師委員會」以及學院主任(不過某些大學並沒有學院等級)。理事會為大學的管理組織以及學校政策的最高決定層級。政府會與大學簽訂條約，已決定大學的目標以及給予的補助金額。
雖然冰島有越來越多的高等教育機構，不過很多學生還是選擇出國念書(大約有16%，大都是研究生)
每個學年從九月開始到隔年五月，分成兩個學期，秋季以及春季。

#### 就讀
大部分的大學本科教育得通過某種形式的入學測驗才能進入大學。 如果有某些工作經驗也可以申請進入。職業以及科技課程的要求較寬鬆，只需要某些該領域的工作經驗。每間大學都可以設定自己的入學標準。每年申請報名的時間為五月到六月，而外國學生的申請時間較早，3月15日之前。

#### 學費
在公立大學，學生只需繳納註冊費，不需繳納學分費。私立大學則需全額繳納。所有的學生都有資格從冰島就學貸款中取得一定程度的貸款，按照他們的個人需求以及財務狀況決定。學生必須在畢業兩年後開始歸還就學貸款。除了冰島本地的大學生，來自歐洲聯盟或是歐洲自由貿易聯盟以及歐洲經濟區的學生，在冰島就學至少一年也有資格申請冰島就學貸款。
每年冰島教育部也提供數目限制的獎學金提供給外國學生來就讀冰島語以及冰島文學。
研究所也可以獲得獎助金，只要通過批准，就可以補助給教授或是研究生。

## 特殊教育
在1974年的義務教育法之前，只有少部分的身心障礙學生，如喑啞或是或是失明的學生可以獲得某種形式的特殊教育，這些輕度障礙的學生從1907年開始就集中在農村學校接受教育。 隨著法律更改，在雷克雅維克的智能障礙學生也可以接受特殊教育。冰島教育大學(Iceland University of Education)設立課程訓練特殊教育的老師以及提供相關課程。
為了表現冰島文化的平等，以及非個人主義，目前的政策強調「包容」或是「學校一律平等」。不過依然允許分組上課。
1992年的冰島高級教育教育法規定學生有權進入學校以及大學念書，但是並未取消入學要求，例如需要一定的閱讀或是數學成績。 因此，在結束義務教育後，對身心障礙的學生很難進入較高等的教育。